# Castello di Annone
Castello di Annone – miejscowość i gmina we Włoszech, w regionie Piemont, w prowincji Asti.
Według danych na styczeń 2009 gminę zamieszkiwały 1934 osoby przy gęstości zaludnienia 83,5 os./1 km².